# Antiochis
Antiochis – księżniczka z hellenistycznej dynastii Seleucydów i królowa Kapadocji
Antiochis była córką seleucydzkiego króla Antiocha III Wielkiego i jego żony Laodiki III. Na jakiś czas przed wojną jej ojca z Rzymianami wyszła za mąż za króla Kapadocji Ariaratesa IV Eusebesa, który krótko po tym wsparł swego teścia w bitwie pod Magnezją (190 rok p.n.e.). Jednakże Antioch III przegrał bitwę. Antiochis urodziła swojemu mężowi syna, którego nazwano Mitrydatesem na krótko przed wstąpieniem na tron i dwie córki, wśród nich Stratonikę, która najpierw poślubiła króla Pergamonu Eumenesa II, a po jego śmierci wzięła ślub z jego bratem i następcą Attalosem II.
Według kwestionowanego przekazu starożytnego historyka Diodora Sycylijskiego Antiochis miała być niezwykle pozbawioną skrupułów kobietą, podejrzewano, że nie mając własnych synów przygarnęła dwóch chłopców - Ariaratesa i Orofernesa, do których uznania przekonała małżonka. Później wydała na świat trójkę wyżej wymienionych dzieci i wyznała prawdę mężowi. Zapewniła swoim przybranym synom sporą sumę pieniędzy i wysłała starszego z nich do Rzymu, a młodszego do Jonii by zabezpieczyć dziedziczenie tronu dla swojego prawowitego syna, tak by mógł bez trudności odziedziczyć ojcowski tron.